# Walther Rothschild
Walther Rothschild (geboren 23. Januar 1879 in Barmen; gestorben 2. Dezember 1957 in Carmel, Kalifornien) war ein deutscher Verleger.

## Leben
Walther Rothschild war ein Sohn des Fabrikanten Joseph Rothschild, er wuchs in Barmen auf. Er studierte Philosophie in Bonn, Leipzig und Frankfurt und wurde 1902 in Freiburg im Breisgau bei Wolfgang Michael mit einer Dissertation zur englischen Verfassungsgeschichte promoviert. Rothschild gründete 1905 in Berlin den Verlag Dr. Walther Rothschild. In dem Verlag erschien seit 1912 in mehreren Auflagen das Handbuch der Politik. Im Ersten Weltkrieg war er Soldat der Kaiserlichen Marine, 1918 heiratete er Erna Beatrix Mayer, sie hatten zwei Töchter.

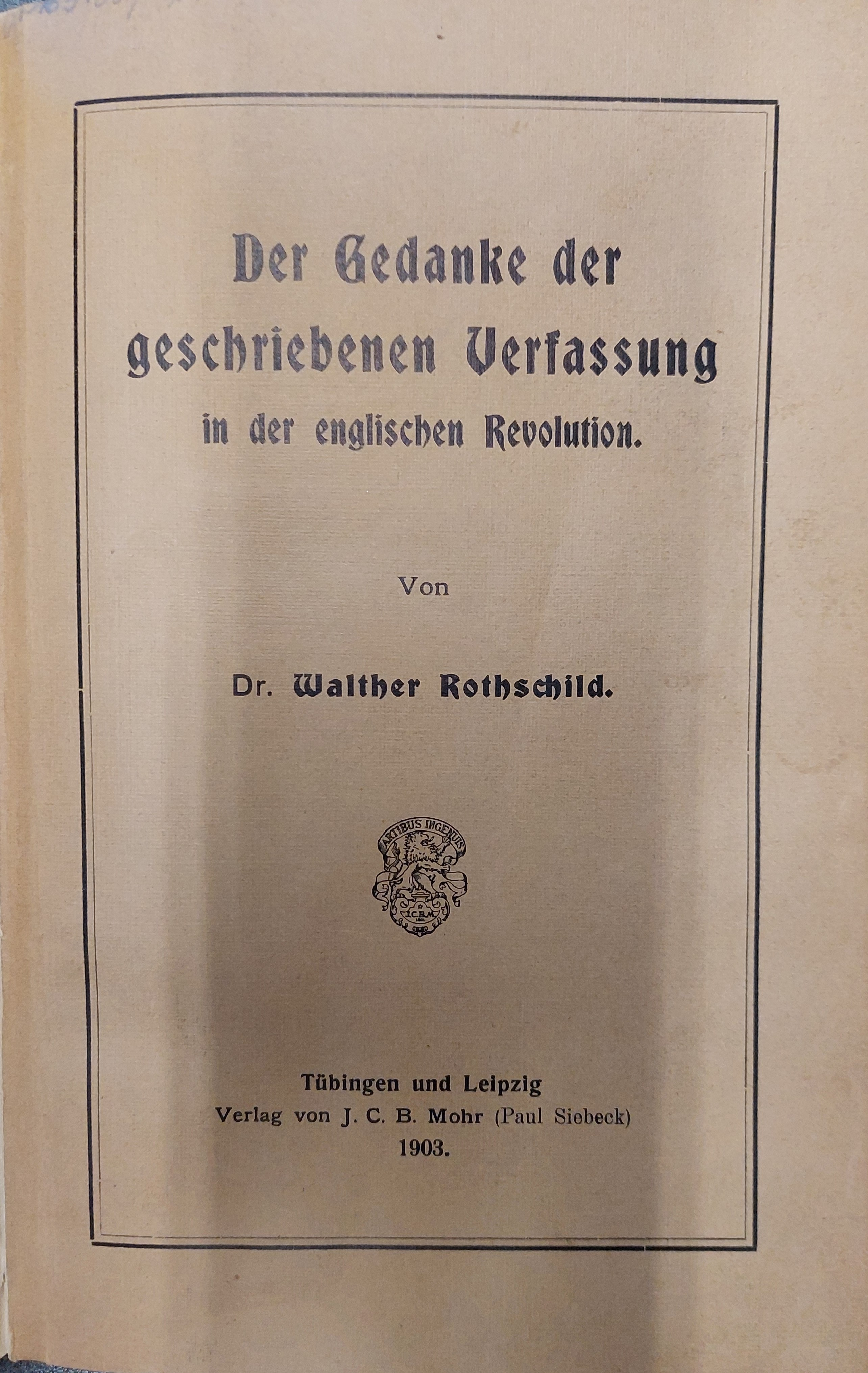
Dissertation (1903)

Rothschild wurde Mitglied der Internationalen Vereinigung für Rechts- und Wirtschaftsphilosophie und wurde 1924 in deren Vorstand gewählt. Otto Grautoff gab bei ihm ab 1928 die Deutsch-Französische Rundschau heraus. Nach der nationalsozialistischen Machtergreifung musste er den Verlag in eine GmbH umwandeln, und 1935 wurde Rothschild zum Verkauf gezwungen. Er zog mit seiner Frau nach Freiburg und flüchtete 1938 unmittelbar vor der Reichspogromnacht in die Schweiz, wohin seine Töchter schon vorher emigriert waren. Von dort gingen sie nach Großbritannien, wo Rothschild 1940 als enemy alien auf der Isle of Wight interniert wurde. Im selben Jahr zogen sie in die USA. Er war dort Mitglied des Juristen-Kreises Berkeley. Sein Manuskript über das Leben der bürgerlichen Juden im nationalsozialistischen Deutschland zwischen 1933 und 1938 unter dem Titel De Profundis blieb unveröffentlicht.

## Schriften
- Der Gedanke der geschriebenen Verfassung in der englischen Revolution. Tübingen : Mohr, 1903 Freiburg, Univ., Diss., 1902

## Literatur

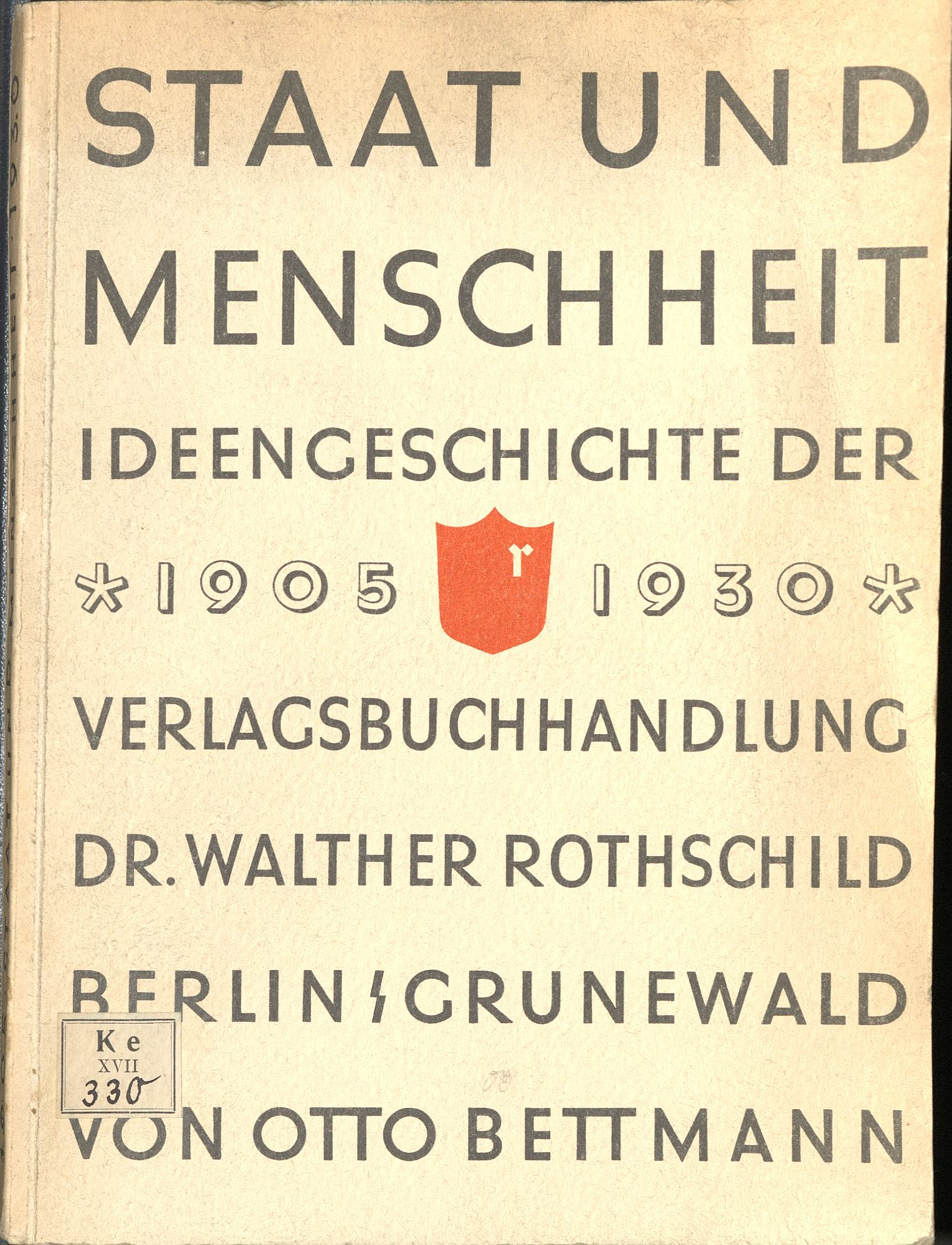
Festschrift mit dem roten Schild (1930)